# Qabnag (bondby i Kina, Tibet Autonomous Region, lat 29,43, long 94,50)
Qabnag (kinesiska: Qiangna, 羌纳, 羌纳乡) är en bondby i Kina. Den ligger i den autonoma regionen Tibet, i den sydvästra delen av landet, omkring 330 kilometer öster om regionhuvudstaden Lhasa. Antalet invånare är 2 717. Befolkningen består av 1 380 kvinnor och 1 337 män. Barn under 15 år utgör 23,0 %, vuxna 15-64 år 70 %, och äldre över 65 år 6,0 %.
Runt Qabnag är det mycket glesbefolkat, med 2 invånare per kvadratkilometer. Qabnag är det största samhället i trakten. I omgivningarna runt Qabnag växer i huvudsak barrskog.
Genomsnittlig årsnederbörd är 1 771 millimeter. Den regnigaste månaden är juni, med i genomsnitt 386 mm nederbörd, och den torraste är januari, med 3 mm nederbörd.